# Julia Acker
Julia Acker (1898 Lvov –1942 Lvov) byla polsko-židovská malířka. Její tvorba zahrnovala scény ze života židovské komunity, žánrové kompozice, portréty dětí a zátiší s květinami.

## Biografie
Julia Acker strávila celý svůj život a kariéru ve Lvově a okolních obcích. Narodila se v době, kdy bylo Polsko ještě součástí Rakousko-Uherska a Lvov se nacházel ve východní provincii Halič. Pocházela ze středostavovské židovské rodiny. Po první světové válce studovala malířství na Svobodné umělecké akademii Leonarda Podhorodeckého ve Lvově v nezávislém Polsku. Ve studiu pokračovala soukromě u Pawla Gajewského. Pracovala velmi tvrdě, v letech 1933–1939 se zúčastnila jedenácti výstav ve Lvově, včetně výstavy skupiny „Ster“ v roce 1936. Zúčastnila se také výstav ve Stanisławówě (1936), v Krakově a v Národním uměleckém salonu v Poznani (1937) a výstavy Židovské společnosti pro podporu umění ve Varšavě (1939). Malovala žánrové kompozice i scény ze života židovské komunity, zátiší a květiny. Byla také ceněnou portrétistkou, která se snažila zachytit individualitu svého modelu. Vytvořila portréty řady lidí z okruhu inteligence.
Od září 1939 pomáhala uprchlíkům prchajícím před německou okupací do Lvova. Lvov byl 17. září 1939 anektován Sovětským svazem a od června 1941 jej okupovalo Německo. Po obsazení města Němci žila se stále větším pocitem ohrožení, který ji dovedl v roce 1942 až k sebevraždě. Byla pohřbena na lvovském hřbitově 7. května 1942.

## Dílo
Většina děl Julie Acker se během druhé světové války ztratila. Její obrazy jsou známé především z publikací v tisku. Polské národní muzeum umění ve Varšavě vlastní její obraz s názvem Průvod postav. Ve sbírce Lvovského muzea historie se nachází její Portrét Philipa Schleichera, místostarosty Lvova. Některá díla jsou uložena v Muzeu Židovského historického institutu ve Varšavě, Národním muzeu ve Vratislavi, Lvovské národní galerii umění a v soukromých sbírkách.